# Трунтаїшевська сільська рада
Трунтаї́шевська сільська рада (рос. Трунтаишевский сельский совет) — муніципальне утворення у складі Альшеєвського району Башкортостану, Росія. Адміністративний центр — село Трунтаїшево.

## Населення
Населення — 915 осіб (2019, 1462 в 2010, 1968 в 2002).

## Склад
До складу поселення входять такі населені пункти:
| Населений пункт       | Населення, осіб (2002) | Населення, осіб (2010) |
| --------------------- | ---------------------- | ---------------------- |
| Адамовка, присілок    | 3                      | 1                      |
| Ірік, присілок        | 46                     | 16                     |
| Зарагат, присілок     | 21                     | 0                      |
| Сараєво, село         | 462                    | 342                    |
| Трунтаїшево, село     | 1305                   | 1034                   |
| Устьєвка, присілок    | 19                     | 7                      |
| Хрустальово, присілок | 112                    | 62                     |